# Томиока (посёлок)
Томиока (яп. 富岡町 Томиока-мати) — посёлок в Японии, находящийся в уезде Футаба префектуры Фукусима. Площадь посёлка составляет 68,47 км², население — 14 189 человек (1 августа 2014), плотность населения — 207,23 чел./км².
В непосредственной близости находится АЭС Фукусима II мощностью 4.400 МВт.
12 марта 2011 года посёлок был массово эвакуирован, в связи с нанесённым вредом аварией на АЭС Фукусима I и землетрясением 11 марта. В 2017 году при поддержке властей началось восстановление инфраструктуры посёлка. Приказ об эвакуации был отменён 1 апреля 2017 года, за исключением труднодоступного района на северо-востоке, и возвращение жителей разрешено. Эстафета олимпийского огня летних Олимпийских игр 2020 пройдёт через посёлок Томиока.

## Географическое положение
Посёлок расположен на острове Хонсю в префектуре Фукусима региона Тохоку. С ним граничат посёлки Нараха, Окума и село Каваути.

## Население
Население посёлка составляет 14 189 человек (1 августа 2014), а плотность — 207,23 чел./км². Изменение численности населения с 1980 по 2005 годы:
| 1980 | 14 941 чел. |  |
| 1985 | 15 895 чел. |  |
| 1990 | 15 861 чел. |  |
| 1995 | 16 033 чел. |  |
| 2000 | 16 173 чел. |  |
| 2005 | 15 910 чел. |  |

## Символика
Деревом посёлка считается сакура, цветком — рододендрон, птицей — трясогузка.